# Državna cesta D214
D214 je državna cesta u Hrvatskoj. Ukupna duljina iznosi 28,8 km.